# Adénome toxique
L'adénome toxique, également connu sous le nom de nodule solitaire hyperfonctionnel ou nodule toxique, est un adénome thyroïdien hypersécrétant avec ou sans signes cliniques d’hyperthyroïdie. 
Il donne à la scintigraphie un nodule chaud effaçant le reste de la thyroïde (voir le nodule toxique).